# 1873 au Manitoba
Chronologie du Manitoba
- 1869
- 1870
- 1871
- 1872
- 1873
- 1874
- 1875
- 1876
- 1877

Cette page concerne des événements qui se sont produits durant l'année 1873 dans la province canadienne du Manitoba.

## Politique
- Premier ministre : Henry Hynes Clarke
- Lieutenant-gouverneur : Alexander Morris
- Législature : 1er législature (en)

## Événements

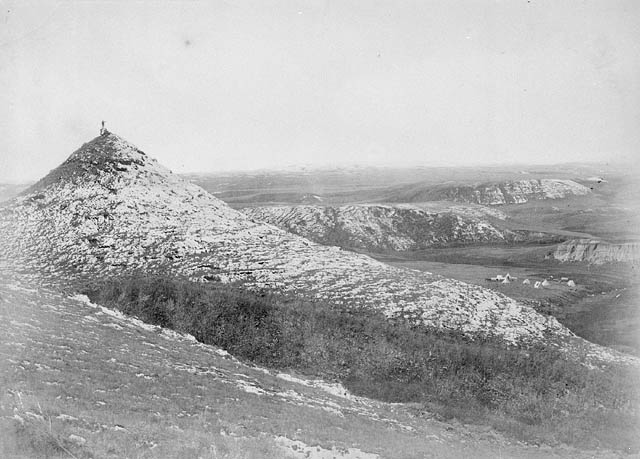
Pyramide naturelle à Pyramid Creek

- 3 février : ouverture de la troisième session de la première législature du Manitoba (en).
- 22 juillet : après six mois d'ouverture, la session est prolongée.
- 13 octobre : l'indépendant Louis Riel remporte sans opposition l'élection partielle fédérale de provencher à la suite de la mort de George-Étienne Cartier le 20 mai dernier.
- 4 novembre : ouverture de la quatrième session de la première législature du Manitoba.
- 8 novembre : Winnipeg est constituée une ville.

## Naissances
- 21 novembre : Aimé Bénard (en), homme politique.